# Rouvroy-sur-Audry
Rouvroy-sur-Audry is een gemeente in het Franse departement Ardennes (regio Grand Est) en telt 566 inwoners (2021). De plaats maakt deel uit van het arrondissement Charleville-Mézières.

## Geografie
De oppervlakte van Rouvroy-sur-Audry bedraagt 9,1 km², de bevolkingsdichtheid is 59,2 inwoners per km².
De onderstaande kaart toont de ligging van Rouvroy-sur-Audry met de belangrijkste infrastructuur en aangrenzende gemeenten.

## Demografie
Onderstaande figuur toont het verloop van het inwonertal (bron: INSEE-tellingen).

Vanwege een beveiligingsprobleem met de MediaWiki Graph-software is het momenteel niet mogelijk deze grafiek weer te geven. Zodra de software is bijgewerkt zal de grafiek vanzelf weer zichtbaar worden.

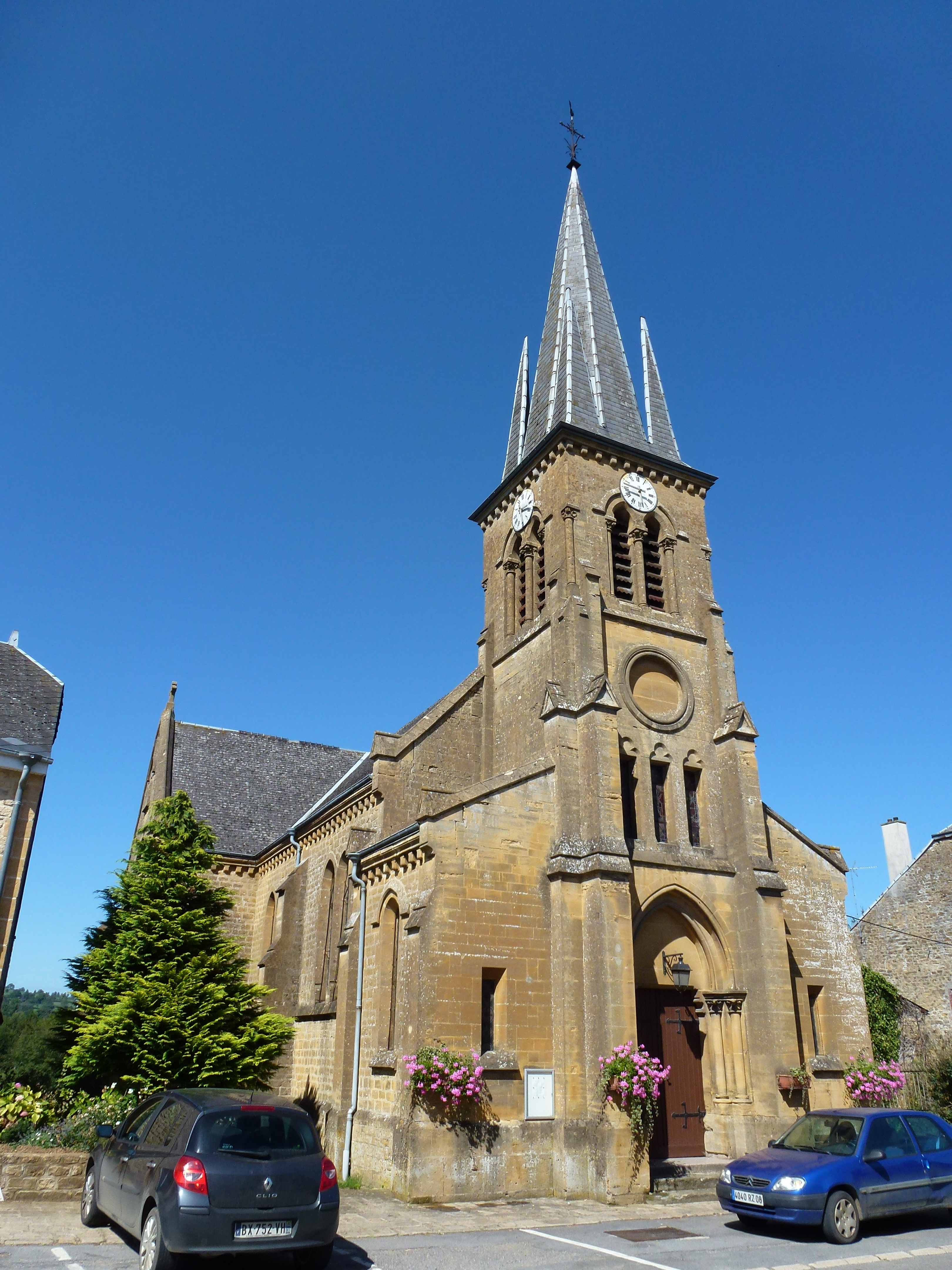
Kerk
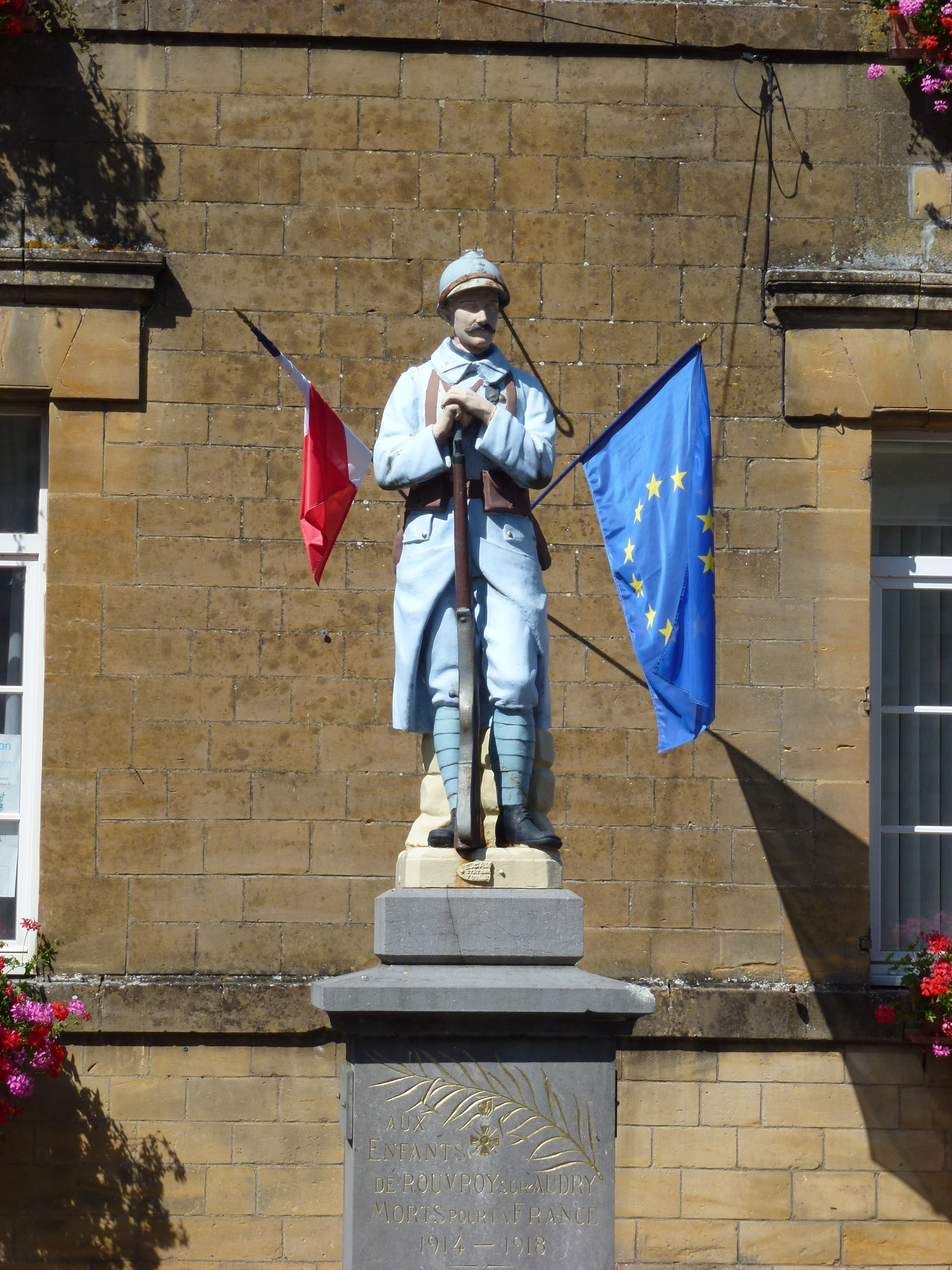
oorlogsmonument
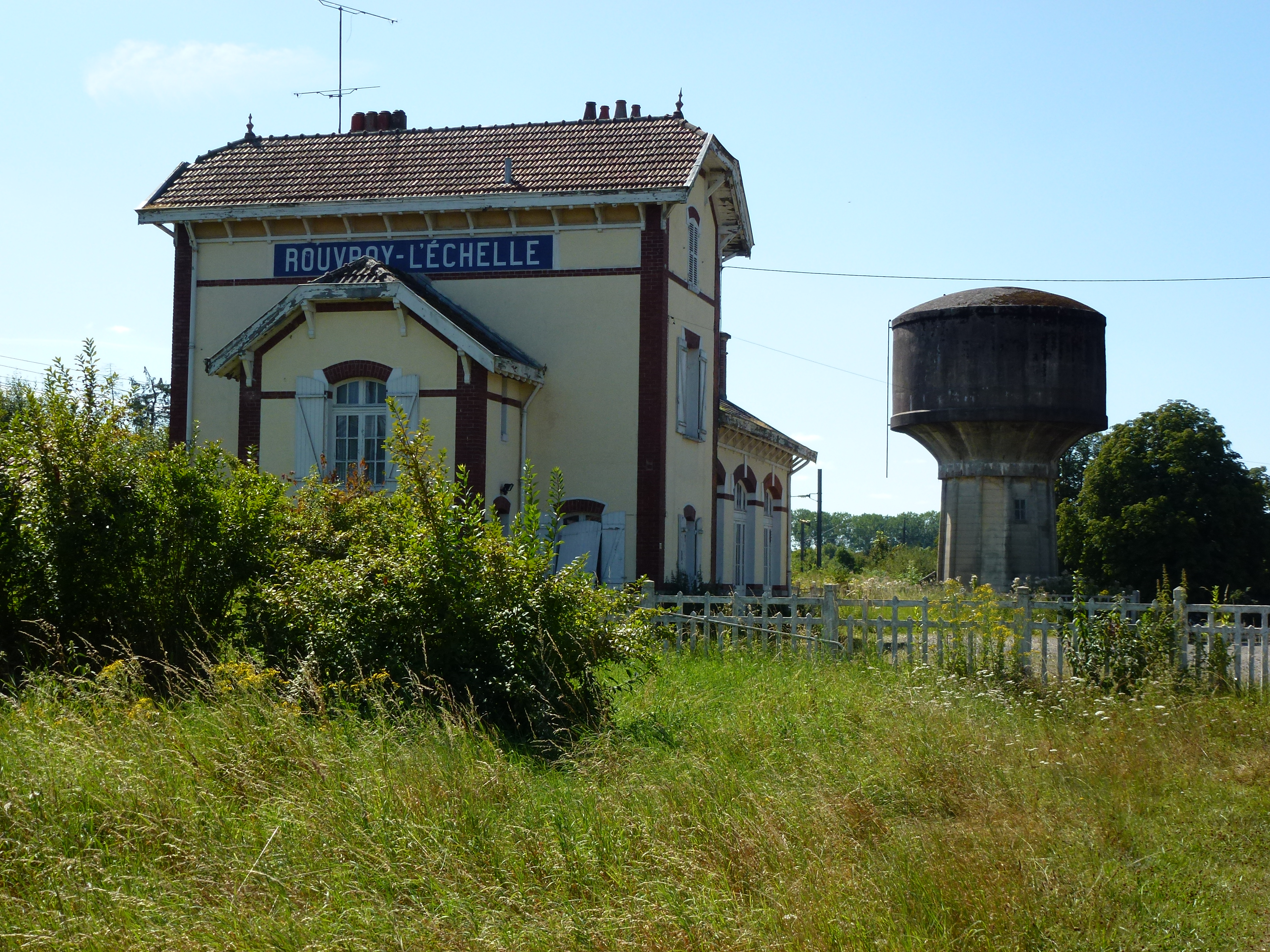
Station en watertoren
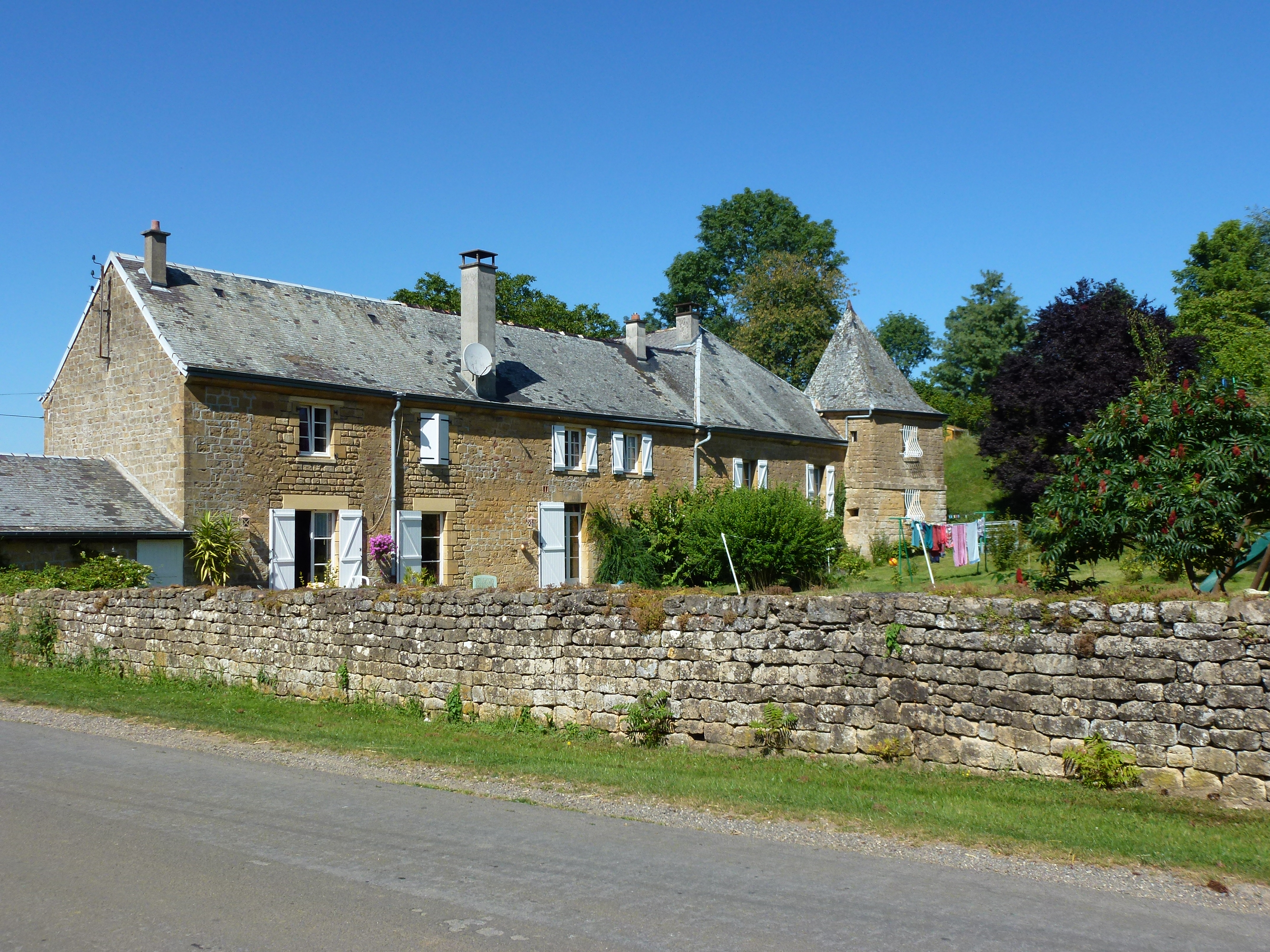
Fortboerderij